# Hannibal (film, 1959)
Hanibal (italijansko Annibale) je italijanski zgodovinski pustolovski film iz leta 1959, ki temelji na življenju Hanibala, v glavni vlogi pa igra Victor Mature. Film sta režirala Edgar G. Ulmer in Carlo Ludovico Bragaglia. To je prvi filmski par Terencea Hilla in Buda Spencerja.

## Zgodba
Film se začne z zaslišanjem rimskega senata o Hanibalu (Victor Mature), ki s svojimi možmi in številnimi sloni prečka Alpe. Prečkanje je težko, saj na poti umre veliko moških, vendar jim gore uspe prečkati, deloma zato, ker je Hanibal sodeloval z lokalnim poglavarjem.
Hanibalove čete ujamejo Sylvio, nečakinjo rimskega senatorja Fabija Maksima, in ona in Hanibal se zaljubita. Nekateri Hanibalovi vojaki nasprotujejo tekmi in neuspešno poskusijo Sylvijino življenje. Tudi Hanibal med bitko izgubi oko.
Kljub opozorilom Fabija, ki predlaga izogibanje bitki in vodenje kampanje izčrpanosti, je sprejeta odločitev, da se s Hanibalom borijo na prostem. Posledica je bil velik rimski poraz v bitki pri Kanah.
Fabij je bil odpoklican od vodenja rimske vojske in zagon Hanibalove kampanje začne pojenjati. Njegova žena in otrok prispeta iz Kartagine. Sylvia se vrne v Rim in naredi samomor. Postscript nam sporoča, da se je Hanibal še mnogo let boril v drugih deželah.

## Vloge
- Victor Mature kot Hanibal
- Gabriele Ferzetti kot Fabij Maksim
- Rita Gam kot Sylvia
- Milly Vitale kot Danila
- Rik Battaglia kot Asdrubale
- Franco Silva kot Maharbal
- Terence Hillkot Quintilius (billed under his real name, Mario Girotti)
- Mirko Ellis kot Magician
- Andrea Aureli kot Gajus Terentius Varro
- Andrea Fantasia kot Paulus Emilius
- Bud Spencer kot Rutario (billed under his real name, Carlo Pedersoli)
- Renzo Cesana
- Mario Pisu
- Enzo Fiermonte